# Köisi
Köisi est un village de la commune de Kareda du comté de Järva en Estonie.
Au 31 décembre 2011, il compte 40 habitants.